# Evangelização
Evangelização ou evangelismo consiste na pregação do Evangelho cristão, ou seja, da mensagem de salvação trazida por Jesus de Nazaré segundo a fé cristã. 

## Etimologia

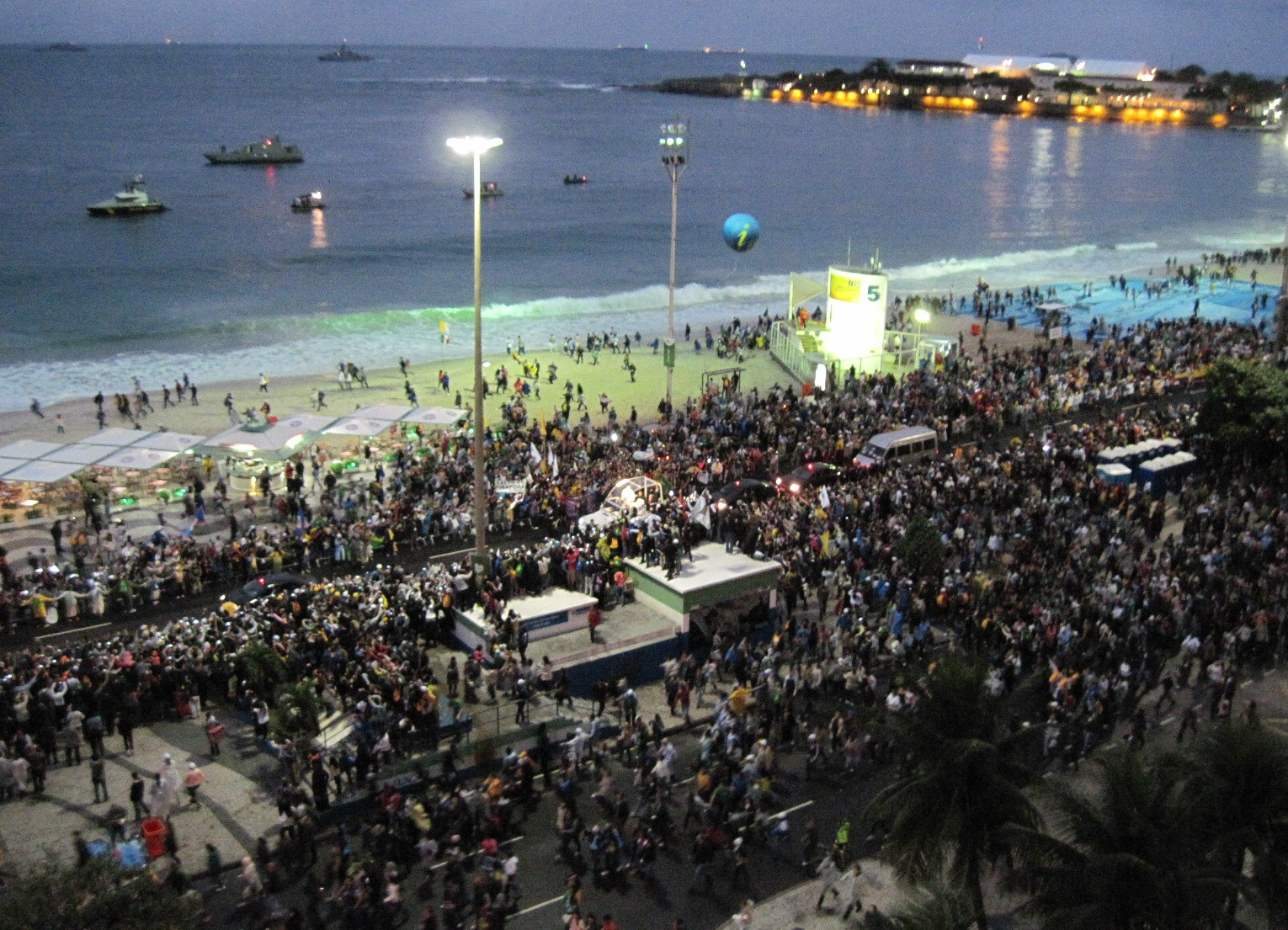
Jornada Mundial da Juventude, um evento evangelístico em Copacabana (Rio de Janeiro), Brasil, em 2013

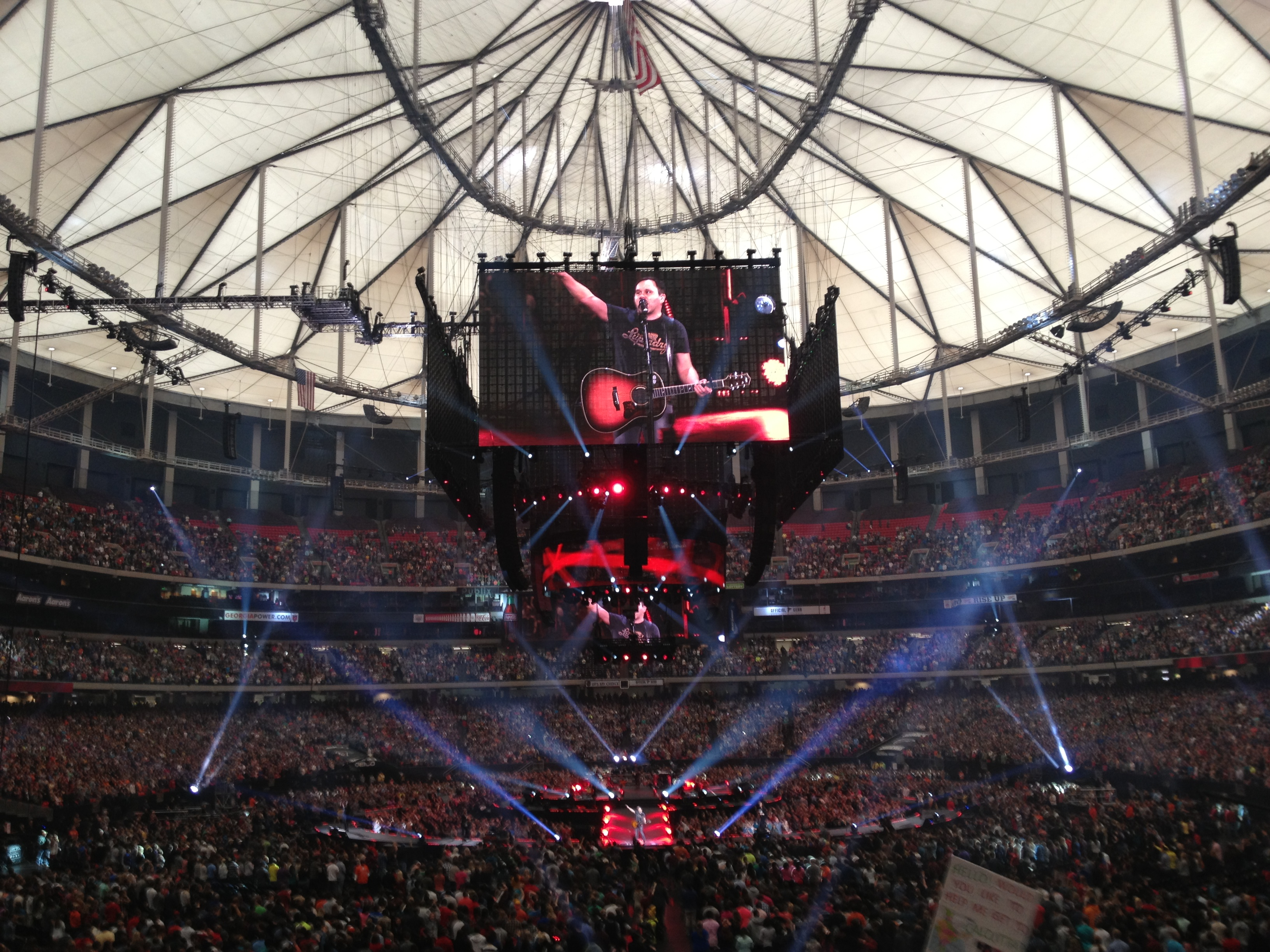
Passion Conferences, um festival de música e evangelismo em Georgia Dome em Atlanta (Geórgia), Estados Unidos, em 2013

A palavra "evangelho" provém da palavra εὐαγγελίου ("euaggelion"), do grego koiné, que significa "boas novas" ou "boas notícias" e que também serve de base para o nome dos quatro primeiros livros do Novo Testamento bíblico chamados "Evangelhos". 
Já evangelista provém da palavra εὐαγγελιστοῦ ("euaggelistés"), do grego, que significa aquele que traz as boas novas.

## Origem
Por essa causa, os autores destes quatro livros são denominados evangelistas — Mateus, Marcos, Lucas e João. Ainda que seja provável que o termo tenha ganho seu extenso uso devido aos Evangelhos e seus autores, considera-se, contudo, que a evangelização no âmbito do cristianismo tenha se iniciado com o ministério de Jesus Cristo, que, fazendo discípulos e instruindo-os segundo a sua doutrina, os preparou para espalhar a sua mensagem religiosa, tendo ele mesmo pregado essa mensagem durante o seu tempo de ministério, segundo prega a fé cristã.

## Formas
O evangelismo pode assumir várias formas, como os atos de apostolado, a pregação, a distribuição de exemplares da Bíblia ou de folhetos, jornais e revistas, o uso da mídia, o prestar testemunho, fazer evangelismo de rua, serviços sociais, etc..
Assim, o evangelismo é caracterizado em diferentes formas e tipos:
- Evangelismo em Massa
- Evangelismo em Grupo
- Evangelismo Pessoal

## Igreja Católica
Em 1622, o Papa Gregório XV centralizou a gestão das missões criando a Congregação para a Evangelização dos Povos.
A criação do 28 de junho foi anunciada em 28 de junho de 2010 pelo Papa Bento XVI. A finalidade do Pontifício Conselho é "promover uma renovada evangelização nos países onde já ressoou o primeiro anúncio da fé e estão presentes Igrejas de antiga fundação, mas que estão a passar por uma progressiva secularização da sociedade e a viver uma espécie de "eclipse do sentido de Deus", que constituem um desafio a encontrar meios adequados para voltar a propor a verdade perene do Evangelho de Cristo.

## Evangelicalismo
As organizações missionárias promoveram o desenvolvimento do movimento bautista em outros continentes. Na Inglaterra, houve a fundação da  Sociedade Missionária Batista em 1792 em Kettering, Inglaterra.
Em Estados Unidos, houve a fundação de Ministérios Internacionais em 1814 e Junta de Missão Internacional em 1845. Desde então missionários batistas foram enviados à América Latina, África, Ásia e Europa, de maneira que hoje em dia se podem encontrar igrejas batistas espalhadas por todo o mundo.
Em 1922, a evangelista evangélica canadense Aimee Semple McPherson, fundadora da Igreja Quadrangular, foi a primeira mulher a usar o rádio para alcançar um público mais amplo nos Estados Unidos.  Em 1951, o produtor Dick Ross e o evangelista batista Billy Graham fundaram a produtora de films World Wide Pictures, que fará vídeos em seu pregação e filmes cristãos.  A Christian Broadcasting Network foi fundada em 1960 em Virginia Beach, Estados Unidos, pelo pastor batista Pat Robertson. 
Em julho de 1999, o TopChrétien, um portal web cristão evangélico e uma rede social, foi lançado por Éric Célérier, pastor das Assembléias de Deus da França e Estelle Martin, uma suíça.  Em janeiro de 2007, GodTube, um site de compartilhamento de vídeos relacionados ao cristianismo, especialmente evangélico, foi fundada por Christopher Wyatt de Plano (Texas) nos Estados Unidos, então estudante do Dallas Theological Seminary. 

## Controvérsias
O termo às vezes é associado, erroneamente, segundo os cristãos, ao proselitismo.